# Hanumanahalli, Krishnarajanagara
Hanumanahalli là một làng thuộc tehsil Krishnarajanagara, huyện Mysore, bang Karnataka, Ấn Độ.